# I. Anna trapezunti császárnő
I. Anna (1312 körül – Trapezunt, 1342. szeptember), görögül: Άννα Α΄ Μεγάλη Κομνηνή Αναχουτλού της Τραπεζούντας, grúzul: ანა დიდი კომნენოსი, ტრაპიზონის იმპერიის იმპერატორი, olaszul: Anna Comnena, imperatrice di Trebisonda, törökül: Trabzon imparatoriçesi Anna Anakutlu Megali Komnini, latinul: Anna Comnena, imperatrix Trapezuntina, a Trapezunti Császárság császárnője. A Komnénosz-házból származott. Palaiologosz Eudokia trapezunti császárné unokája, valamint VIII. (Palaiologosz) Mihály bizánci császár dédunokája.

## Élete

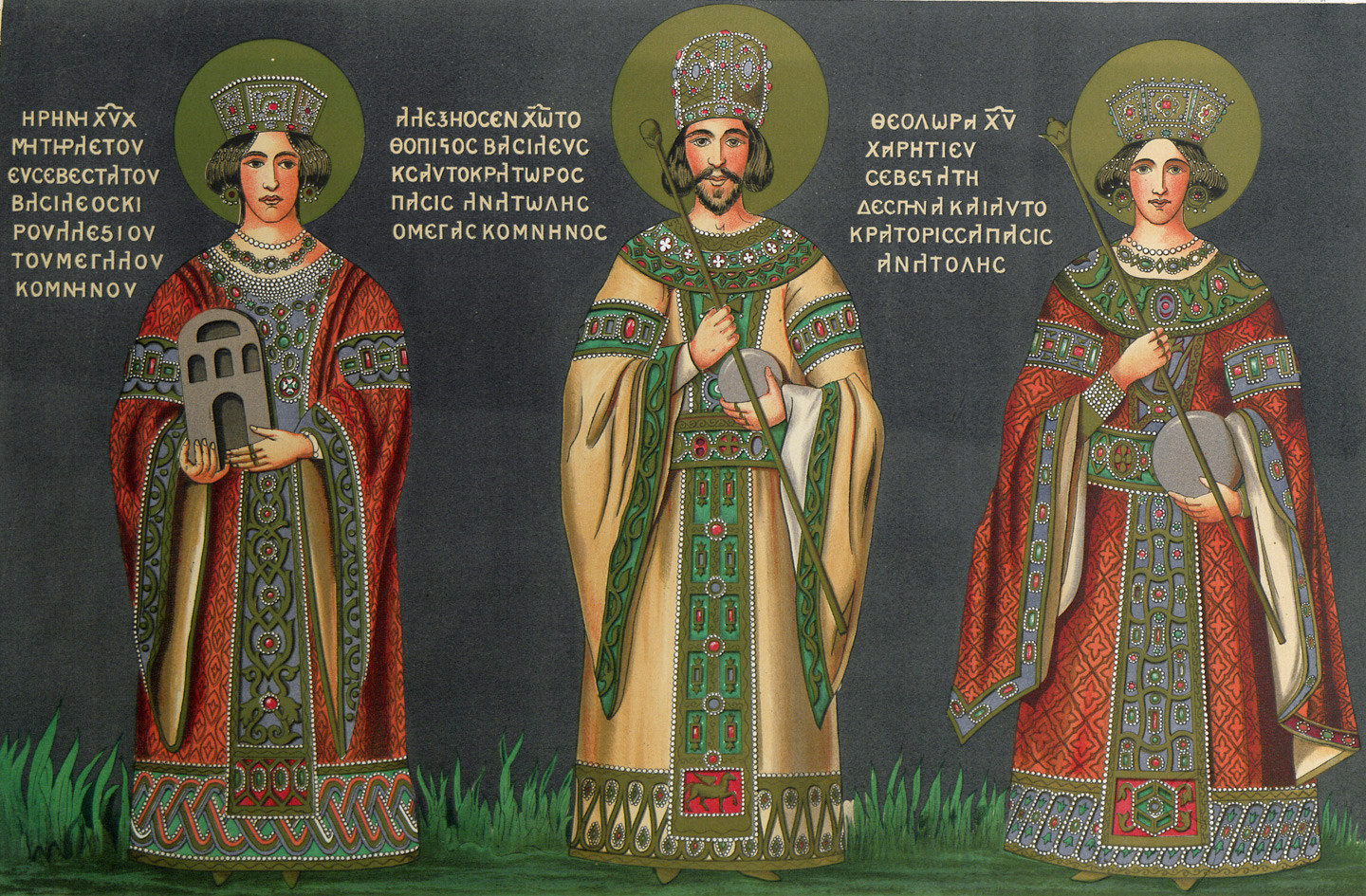
III. Alexiosz trapezunti császár, I. Anna unokaöccse az anyjával, I. Baszileiosz trapezunti császár második, bigámia révén elvett feleségével, Trapezunti Irén anyacsászárnéval (balra) és a feleségével, Kantakuzénosz Teodóra császárnéval (jobbra) egy trapezunti freskón, Kızlar Manastırı, Panagia Theoszkepasztosz kolostor

II. (Komnénosz) Alexiosz trapezunti császárnak és első feleségének,Dzsakeli Dzsiadzsak (1283 körül–1320 előtt) szamchei (meszheti) hercegnőnek, I. Beka szamchei herceg lányának a lánya.
I. (Komnénosz) Baszileiosz trapezunti császár nővére, apai nagyanyjuk, Palaiologosz Eudokia trapezunti császárné, aki VIII. Mihály bizánci császár lánya volt.
Az öccsének, I. Baszileiosznak a második felesége, a korábbi ágyasa, Irén (1306 körül–1382) trapezunti úrnő lett, akit bigámia révén vett el 1339. július 8-án, mivel nem vált el első feleségétől, így az ebből a kapcsolatból született gyermekek törvénytelennek számítottak. I. Baszileiosz első felesége Palaiologosz Irén azonban nem szült gyermekeket, és férjét megmérgezve 1340-től 1341-ig Trapezunt császárnőjeként uralkodott.
1341-ben I. Irén trapezunti császárnő kezét felajánlották a volt férje Konstantinápolyban élő nagybátyjának Komnénosz Mihály (1284/85–1355 után) hercegnek, aki ekkor már özvegy volt, és hajón elindult Trapezuntba. Közben I. Irén császárnőt 1341. július 17-én a sógornője, az apáca Anna elmozdította a trónról, és ő maga foglalta el azt. A trónfosztott császárnő 1341. július 30-án Trapezuntba érkező vőlegényét, a saját nagybátyját, aki a megérkezésekor császárrá kiáltatta ki magát, Anna pedig elfogatta, és börtönbe záratta.
Annát egy évvel később 1342. szeptember 4-én I. Mihály fia, III. János ekkor már sikeresen trónfosztotta, és nem sokkal később Annát megfojtatta.